# 白石町立六角小学校
白石町立六角小学校（しろいしちょうりつ ろっかくしょうがっこう）は佐賀県杵島郡白石町大字東郷にある公立小学校。

## 概要
歴史
1875年（明治8年）「錦浦小学校」として創立。数回の改組・改称を経て、現校名になったのは1955年（昭和30年）。2025年（令和7年）には創立150周年を迎える。
校章
梅の花弁を背景にして、中央に校名の略称である「六小」の文字（縦書き）を配している。
校歌
作詞は大串田正八、作曲は真島豹吉による。歌詞は4番まであり、2番の歌詞中に校名の「六角」が登場する。
校区
杵島郡白石町のうち、「大戸上、大戸中、大戸下、東郷上、東郷移、中郷南、中郷中、中郷北、西郷、今泉東、今泉西、伊ヶ代、網代、多田、江越、吉村」。ただし、「大戸中、大戸下、東郷移」は白石町立白石小学校への自由校区となっている。中学校区は白石町立白石中学校。

## 沿革
- 1875年（明治8年）- 旧・鍋島侯爵家狩場立寄所を校舎として、「錦浦小学校」が創立。福田村に分校を設置。
- 1887年（明治20年） - 小学校令施行により、尋常科（4年制）を設置の上、「尋常錦浦小学校」に改称。十二ヶ村組合立高等東郷小学校が併設される。
- 1889年（明治22年）
  - 4月1日 - 町村制施行により、杵島郡4村（東郷、今泉、廿治（江越村分・吉村分）、福吉（大戸・深通））が合併し、六角村が発足。
  - この年 - 福田村の分校が分離の上、尋常福治小学校として独立。
- 1893年（明治25年）4月 - 「六角尋常小学校」に改称。高等東郷小学校は白石高等小学校に改称。
- 1897年（明治30年）- 白石高等小学校の設置者が須古・六角・福治三ヶ村組合となる。
- 1900年（明治33年）- 白石高等小学校の設置者が須古・六角二ヶ村組合となる。
- 1901年（明治34年）8月 - 須古・六角二ヶ村組合立白石高等小学校の廃校により、高等科を併置の上、「六角尋常高等小学校」に改称。
- 1908年（明治41年）4月 - 改正小学校令により、尋常科（義務教育）が6年制、高等科が2～3年制に変更となる。
- 1911年（明治44年）
  - 1月 - 中校舎が完成。
  - 9月 - 北校舎が完成。
- 1913年（大正2年）9月 - 元・白石実業女学校の校舎を移築し、南校舎が完成。
- 1937年（昭和12年）12月 - 講堂が完成。
- 1941年（昭和16年）4月1日 - 国民学校令施行により、「六角村国民学校」に改称。尋常科を初等科に改める。
- 1947年（昭和22年）4月1日 - 学制改革が行われる。
  - 六角村国民学校の初等科は、新制小学校「六角村立六角小学校」に改組・改称。
  - 六角村国民学校の高等科は青年学校の普通科とともに、新制中学校「六角村立六角中学校」に改組される。小学校に併置される。
- 1948年（昭和23年）- 運動場を拡張。
- 1925年（昭和25年）- 木造2階建ての中学校校舎が完成。
- 1955年（昭和30年）
  - 7月20日 - 町村合併により、「白石町立六角小学校」（現校名）に改称。
  - 9月 - 創立80周年を記念し、学校図書館が完成。
- 1957年（昭和32年）4月 - 深通地区が白石小学校区へ編入。これにより当該地区の児童が転出。
- 1958年（昭和33年）7月 - プールが完成。
- 1962年（昭和37年）4月 - 白石町立中学校4校（白石・須古・六角・北明）が統合の上、「白石町立白石中学校」が開校。
  - 統合校舎完成までの間、旧・六角中の校舎は「六角校舎」として存続。
- 1964年（昭和39年）8月 - 小プールが完成。
- 1965年（昭和40年）4月 - 白石中学校の統合校舎が完成したため、六角校舎は廃止の上、小学校に移管される。
- 1967年（昭和42年）7月 - 新校旗を制定。
- 1968年（昭和43年）5月 - 完全給食を開始。
- 1969年（昭和44年）12月 - 北校舎を新築。
- 1970年（昭和45年）
  - 1月 - 木造2階建て校舎（旧・中学校校舎）を改修。
  - 9月 - 運動場を整備。
- 1975年（昭和50年）- 創立100周年記念式典を挙行。二宮金次郎像を建立。記念碑庭園が完成。記念碑カプセルを収納。
- 1976年（昭和51年）3月 - 教育振興会が発足。
- 1978年（昭和53年）7月 - 木造中校舎を解体。
- 1979年（昭和54年）
  - 2月 - 木造2階建校舎を解体。鉄筋コンクリート造新校舎が完成し、移転を完了。
  - 3月 - 北校舎を改造。管理室が完成。
- 1982年（昭和57年）2月 - 体育館を改築。校門を建立。
- 1985年（昭和60年）9月 - プールを改築。
- 1987年（昭和62年）- パソコン教室が完成。
- 2005年（平成17年）- 校舎等の改築工事が完了。
- 2030年（令和12年）4月 - 白石地区小学校4校（須古・六角・白石・北明）が統合の上、小学校1校が新設される（予定）[2][3][4]。

## 交通
最寄りの鉄道駅
- JR九州 長崎本線 「肥前白石駅」

最寄りの幹線道路
- 佐賀県道36号武雄福富線 「六角小学校前」交差点

## 周辺
- 六角郵便局
- 六角保育園
- 佐賀県立白石高等学校普通科キャンパス
- 佐賀県杵島農業振興センター
- 妙音寺

## 参考資料
- 「白石町史」（1974年（昭和49年）2月10日, 白石町）p.898～p.902
- 「白石町立小学校再編計画 (PDF) 」（2023年（令和5年）6月） - 白石町ウェブサイト
- 「⽩⽯地域新設⼩学校基本構想 (PDF) 」（2024年（令和6年）3月）- 白石町ウェブサイト

## 関連事項
- 佐賀県小学校一覧